# Copelatus sulcatus
Copelatus sulcatus är en skalbaggsart som beskrevs av Sharp 1882. Copelatus sulcatus ingår i släktet Copelatus och familjen dykare. Inga underarter finns listade i Catalogue of Life.